# Flames
«Flames» es una canción del DJ francés y productor discográfico David Guetta y la cantante y compositora australiana Sia. La canción fue lanzada el 22 de marzo de 2018 por What a Music, como el tercer sencillo del séptimo álbum de estudio de Guetta, 7  de 2018. Fue escrito por Guetta, Furler, Christopher Braide, Giorgio Tuinfort y Marcus van Wattum, y la producción estuvo a cargo de los últimos tres. 
La canción se convirtió en la séptima colaboración entre Guetta y Sia después de que la pareja haya colaborado previamente en las pistas "Titanium ", "She Wolf (Falling to Pieces) ", "Wild One Two", "Bang My Head ", "The Whisperer" y "Helium ". En un comunicado de prensa, Guetta habló sobre la historia de la pareja y su entusiasmo ante la perspectiva de volver al estudio con ella. "'Titanium' sigue siendo una de las canciones de las que estoy más orgulloso y Sia es una de mis artistas favoritas para trabajar. Es una gran compositora y tiene una voz increíble. Estoy muy emocionado de que podamos lanzar otra canción juntos".
En los ARIA Music Awards de 2018, "Flames" le valió a Sia una nominación a Mejor Artista Femenina.

## Composición
La canción se realiza en la clave de Fa menor con un tempo de 94 latidos por minuto en tiempo común. El coro de la canción sigue una progresión de Cm-E ♭ -fm-D ♭ y la voz de Sia abarcan desde B ♭ 3 a C5.

## Video musical
El 22 de marzo de 2018 se lanzó un video de la letra de "Flames". Fue dirigida por Joe Rubinstein.
El video musical oficial de "Flames" se lanzó el 5 de abril de 2018 en el canal de YouTube de Guetta. El video presenta a tres mujeres (Lauren Mary Kim, Courtney Chen y Erin Wu) entrenando con su maestro de artes marciales (Danny Trejo). El entrenamiento incluye cortar un bloque de madera, equilibrar cubos de madera y atrapar una mosca con palillos, pero de repente son emboscados por un grupo de ninjas, y el maestro se deja matar. Las tres son capturadas y llevadas al palacio, donde se encuentran con el emperador (David Guetta). Luego las tres se liberan y luchan contra todos los ninjas, pero el emperador las derrota lanzando bolas de fuego. El maestro luego reaparece en forma fantasmal, y las alienta a luchar. Eventualmente, las tres derrotan al emperador al forzar sus manos de lanzamiento de fuego a su entrepierna, por lo tanto, quemándolo al suelo de una manera bastante dolorosa, terminando con el maestro mirándolas felizmente desde arriba. El video fue dirigido por Lior Molcho.

## Recepción
La canción fue bien recibida por los críticos de música. Roisin O'Connor de The Independent dijo: "La canción es la clásica Sia, protagonizada por su increíble voz y un coro grande y emotivo; es una canción estimulante y discreta que muestra la madurez que Sia ha traído a las pistas anteriores de Guetta, junto con su talento para un ritmo contagioso ". Dean Chalkley de edm.com dijo: "Una vez más, Guetta muestra sus habilidades para proporcionar un híbrido masivo de pop-house listo para hacerse cargo de las estaciones de radio de todo el mundo, ofreciendo una base perfecta para la voz claramente poderosa y única de Sia. Con un tempo un poco más lento, una nueva balada pop es justo lo que uno podría esperar del dúo ". Mike Nied de Idolator lo llamó "un himno inspirador completo con una producción conmovedora y otra de las líneas vocales de la sirena 'Chandelier'". Brittany Spanos de Rolling Stone describió la canción como "edificante": "En la canción, Guetta busca un sonido de discoteca menos de lo habitual. La canción es más seria ya que Sia ofrece palabras de aliento a un ser querido que está pasando un momento difícil ".

## Lista de canciones
| - Digital download 1. "Flames" – 3:15 - Digital download – Acoustic 1. "Flames" (Acoustic) – 3:52 - Digital download – Remixes 1. "Flames" (Robin Schulz Remix) – 3:28 2. "Flames" (Leandro Da Silva Remix) – 5:45 - Digital download – Remixes EP 1. "Flames" (David Guetta Remix) – 6:08 2. "Flames" (Tepr Remix) – 3:52 3. "Flames" (Pink Panda Remix) – 3:48 4. "Flames" (Sylvain Armand Remix) – 4:32 5. "Flames" (Vladimir Cauchemar Remix) – 3:24 6. "Flames" (Extended) – 4:51 | - Digital download – Remixes 2 EP 1. "Flames" (Aazar Remix) – 2:52 2. "Flames" (Two Can Remix) – 2:28 3. "Flames" (Tom Martin Remix) – 3:27 4. "Flames" (Igor Blaska Remix) – 4:58 - Digital download – Remixes 1. "Flames" (Extended) – 4:51 2. "Flames" (David Guetta Remix) – 6:08 3. "Flames" (Leandro Da Silva Remix) – 5:45 4. "Flames" (Pink Panda Remix) – 3:48 5. "Flames" (Tepr Remix) – 3:52 6. "Flames" (Robin Schulz Remix) – 3:28 7. "Flames" (Two Can Remix) – 2:28 8. "Flames" (Aazar Remix) – 2:52 9. "Flames" (Sylvain Armand Remix) – 4:32 10. "Flames" (Igor Blaska Remix) – 4:58 11. "Flames" (Vladimir Cauchemar Remix) – 3:24 12. "Flames" (Tom Martin Remix) – 3:27 13. "Flames" (Instrumental) – 3:15 |

## Posicionamiento en listas

### Listas semanales
| Chart (2018)                                | Peak position |
| ------------------------------------------- | ------------- |
| Argentina (Argentina Hot 100)               | 80            |
| Australia (ARIA)                            | 19            |
| Austria (Ö3 Austria Top 40)                 | 7             |
| Bélgica (Flandes) (Ultratop 50)             | 7             |
| Bélgica (Valonia) (Ultratop 50)             | 3             |
| Brazil (Crowley Charts)                     | 80            |
| Canadá (Canadian Hot 100)                   | 66            |
| Colombia (National-Report)                  | 75            |
| Croatia (HRT)                               | 6             |
| República Checa (Rádio Top 100)             | 1             |
| República Checa (Singles Digitál Top 100)   | 6             |
| Dinamarca (Tracklisten)                     | 40            |
| Ecuador (National-Report)                   | 18            |
| Finlandia (OFC)                             | 6             |
| Francia (SNEP)                              | 2             |
| Alemania (Media Control AG)                 | 7             |
| Germany Dance (Official German Charts)      | 1             |
| Hungría (Dance Top 40)                      | 6             |
| Hungría (Rádiós Top 40)                     | 1             |
| Hungría (Single Top 40)                     | 1             |
| Hungría (Stream Top 40)                     | 3             |
| Irlanda (IRMA)                              | 15            |
| Israel (Media Forest)                       | 9             |
| Italia (FIMI)                               | 11            |
| Letonia (Latvijas Top 40)                   | 4             |
| Lebanon (Lebanese Top 20)                   | 5             |
| Luxembourg Digital Songs (Billboard)        | 1             |
| Mexico Airplay (Billboard)                  | 26            |
| Países Bajos (Dutch Top 40)                 | 2             |
| Países Bajos (Mega Single Top 100)          | 4             |
| New Zealand Heatseekers (RMNZ)              | 3             |
| Noruega (VG-lista)                          | 1             |
| Polonia (Polish Airplay Top 100)            | 1             |
| Polonia (Dance Top 50)                      | 8             |
| Portugal (AFP)                              | 16            |
| Romania (Airplay 100)                       | 6             |
| Russia Airplay (Tophit)                     | 1             |
| Escocia (Scottish Singles Sales Chart)      | 2             |
| Singapur (RIAS)                             | 23            |
| Eslovaquia (Rádio Top 100)                  | 1             |
| Eslovaquia (Singles Digitál Top 100)        | 9             |
| Slovenia (SloTop50)                         | 1             |
| España (Top 100 Canciones)                  | 38            |
| Suecia (Sverigetopplistan)                  | 9             |
| Suiza (Schweizer Hitparade)                 | 2             |
| Reino Unido (UK Singles Chart)              | 7             |
| Ukraine Airplay (Tophit)                    | 4             |
| Estados Unidos (Hot Dance Club Songs)       | 4             |
| Estados Unidos (Hot Dance/Electronic Songs) | 9             |
| Venezuela Anglo (Record Report)             | 4             |

### Listas anuales
| Chart (2018)                              | Position |
| ----------------------------------------- | -------- |
| Argentina (Monitor Latino)                | 57       |
| Austria (Ö3 Austria Top 40)               | 31       |
| Belgium (Ultratop Flanders)               | 30       |
| Belgium (Ultratop Wallonia)               | 15       |
| Germany (Official German Charts)          | 22       |
| Hungary (Dance Top 40)                    | 31       |
| Hungary (Rádiós Top 40)                   | 11       |
| Hungary (Single Top 40)                   | 9        |
| Hungary (Stream Top 40)                   | 21       |
| CIS (Tophit)                              | 4        |
| Israel (Galgalatz)                        | 18       |
| Italy (FIMI)                              | 33       |
| Netherlands (Dutch Top 40)                | 2        |
| Netherlands (Single Top 100)              | 28       |
| Poland (ZPAV)                             | 19       |
| Romania (Airplay 100)                     | 43       |
| Russia Airplay (Tophit)                   | 6        |
| Slovenia (SloTop50)                       | 11       |
| Sweden (Sverigetopplistan)                | 25       |
| Switzerland (Schweizer Hitparade)         | 12       |
| Ukraine Airplay (Tophit)                  | 19       |
| UK Singles (Official Charts Company)      | 50       |
| US Hot Dance/Electronic Songs (Billboard) | 28       |

## Historial de lanzamiento
| Región         | Fecha               | Formato                                   | Versión           | Etiqueta     | Ref.   |
| -------------- | ------------------- | ----------------------------------------- | ----------------- | ------------ | ------ |
| Varios         | 22 de marzo de 2018 | Descarga digital                          | Original          | Que musica   | [ 1 ]  |
| Italia         | 23 de marzo de 2018 | Radio de éxito contemporáneo              | Original          | Warner       | [ 89 ] |
| Varios         | 20 de abril de 2018 | Descarga digital                          | Remixes (Parte 1) | Que musica   |        |
| Varios         | 20 de abril de 2018 | Descarga digital                          | Remixes EP        | Que musica   |        |
| Varios         | 11 de mayo de 2018  | Descarga digital                          | Remixes (Parte 2) | Que musica   |        |
| Varios         | 25 de mayo de 2018  | Descarga digital                          | Remixes 2 EP      | Que musica   |        |
| Estados Unidos | 11 de junio de 2018 | Radio contemporánea para adultos caliente | Original          | Big Beat     | [ 90 ] |
| Estados Unidos | 12 de junio de 2018 | Contemporary hit radio                    | Original          | Big Beat     | [ 91 ] |
| Various        | 23 de junio de 2018 | Digital download                          | Acoustic          | What a Music |        |